# Rivière Rupert
Rivière Rupert är ett vattendrag i Kanada.   Det ligger i provinsen Québec, i den östra delen av landet, 700 km norr om huvudstaden Ottawa.

## Omgivningar
Runt Rivière Rupert är det mycket glesbefolkat, med 3 invånare per kvadratkilometer.